# Wendlandia coriacea
Wendlandia coriacea là một loài thực vật có hoa trong họ Thiến thảo. Loài này được (Wall.) DC. miêu tả khoa học đầu tiên năm 1830.